# Diego Escobar
Pour les articles homonymes, voir Escobar.
Pas d'image ? Cliquez ici

a Compétitions nationales et continentales officielles uniquement.

b Matchs officiels uniquement.
Dernière mise à jour le 25 août 2024.
Diego Escobar, né le 17 avril 2000 à Las Condes au Chili, est un joueur international chilien de rugby à XV qui évolue au poste de talonneur au sein du Racing 92.
Son père Alfonso « Pequeño » Escobar (es), et son frère, Alfonso Escobar, sont également des joueurs internationaux chiliens de rugby à XV.

## Biographie
Né à Las Condes au Chili, Diego Escobar est le fils d'Alfonso « Pequeño » Escobar (es), une des figures emblématiques du rugby chilien, capitaine de l'équipe nationale et détenteur du record de titres de champion national en club, sacré à 14 reprises, et le frère d'Alfonso, l'homonyme de son paternel.
Il est formé aux Craighouse Old Boys (es), où ses prestations lui permettent d'intégrer la sélection chilienne des moins de 20 ans en 2019. La même année, il remporte en club le Tournoi d'ouverture du championnat chilien. Il est alors intégré dans l'effectif élargi de la nouvelle franchise professionnelle chilienne, les Selknam, mais ne dispute pas de rencontre avant 2022 sous ces couleurs.
En 2021, il met un premier pied en sélection nationale en étant appelé pour disputer les matchs qualificatifs pour la Coupe du monde face au Canada, mais n'est pas retenu sur les feuilles de match. Il dispute alors l'Americas Pacific Challenge avec le Chili A, quelques semaines avant de remporter le titre national avec les COBS. Il connaît sa première cape internationale en fin d'année lors d'un test match face à la Russie où il entre en jeu en fin de rencontre.  
L'année suivante, il participe aux matchs qualificatifs à la Coupe du monde face aux États-Unis. 
Désormais installé en sélection, il fait partie de la première sélection chilienne qui participe à la Coupe du monde, aux côtés de son frère Alfonso. Il est titulaire pour le premier match face au Japon, où il se met en évidence, gagnant 
30 mètres ballon en main en onze courses.
En début d'année 2024, il signe un pré-contrat de trois ans avec le club français du Racing 92 à partir de la saison 2024-2025.

## Statistiques en sélection nationale
| Année | Compétition                       | Matchs | Points | Essais |
| ----- | --------------------------------- | ------ | ------ | ------ |
| 2021  | Test matchs                       | 1      | 0      | 0      |
| 2022  | Qualification à la Coupe du monde | 2      | -      | -      |
| 2022  | Test matchs                       | 2      | 5      | 1      |
| 2023  | Test matchs                       | 1      | -      | -      |
| 2023  | Coupe du monde                    | 2      | -      | -      |
| 2024  | Test matchs                       | 3      | 5      | 1      |
| Total | Total                             | 11     | 10     | 2      |

| Essai | Adversaire | Lieu                            | Compétition | Date             | Résultat | Score |
| ----- | ---------- | ------------------------------- | ----------- | ---------------- | -------- | ----- |
| 1     | Tonga      | Stade Arcul de Triumf, Bucarest | Test match  | 12 novembre 2022 | Défaite  | 39-10 |
| 2     | Écosse     | Stade national, Santiago        | Test match  | 20 juillet 2024  | Défaite  | 11-52 |

## Palmarès
- Vainqueur du Tournoi d'ouverture du Championnat du Chili en 2019 avec les Craighouse Old Boys (es)[5].
- Vainqueur du Championnat du Chili en 2021 avec les Craighouse Old Boys[9].